# Casato di La Trémoille
Il casato di La Trémoille (o casato di La Tramoglia) è un'antica famiglia francese, che derivò il suo nome da un villaggio (l'attuale La Trimouille, nel dipartimento di Vienne).
Le origini della famiglia risalgono alla metà dell'XI secolo e sin dal XIV secolo i suoi membri furono importanti nella storia francese. A questa famiglia appartengono i rami dei Conti di Joigny, dei Marchesi di Royan e Conti di Olonne e dei Marchesi e Duchi di Noirmoutier.

## Linea principale
Visconti di Thouars (elevato a duca nel 1563), principi di Talmont, etc.
- Louis I de La Trémoille
- Louis II de La Trémoille, figlio, chiamato lo chevalier sans reproche ("cavaliere senza macchia"), sconfisse e catturò nel 1488 Francesco II di Bretagna nella battaglia di Saint-Aubin-du-Cormier, distinguendosi nelle guerre italiane, e fu ucciso nella battaglia di Pavia del 1525.
- Charles I de La Trémoille, suo figlio, morì sotto il commando di suo padre nella battaglia di Marignano nel 1515.
- Francesco II de La Trémoille, figlio del precedente, acquisì dritti sul Regno di Napoli dal suo matrimonio con Anna di Laval, figlia di Carlotta d'Aragona
- Luigi III de La Trémoille, loro figlio, divenne duca di Thouars nel 1563
  - Carlotta Caterina de La Trémoille, principessa di Condé (1568–1629) fu sua figlia
- Claudio de La Trémoille, suo figlio, divenne protestante, fu creato a pari di Francia nel 1595, e sposò una figlia di Guglielmo I d'Orange nel 1598.
  - Carlotta de La Trémoille, fu sua figlia
- Henri de La Trémoille, figlio del precedente, fu il III duca di Thouars (morto nel 1674)
- Henri Charles de La Trémoille, suo figlio, morì nel 1672, prima del padre
- Charles Belgique Hollande de La Trémoille, figlio del precedente fu il IV duca di Thouars (morto nel 1709)
  - Marie Armande Victoire de La Trémoille, figlia del precedente, u moglie di Emanuele Teodosio de La Tour d'Auvergne
- Charles Louis Bretagne de La Trémoille, figlio del precedente, fu V duca di Thouars (morto nel 1719)
- Charles Armand René de La Trémoille, figlio del precedente, fu VI duca di Thouars (morto nel 1741)
- Jean Bretagne Charles de La Trémoille, figlio del precedente, fu VII duca di Thouars (morto nel 1792)
- Charles Bretagne Marie de La Trémoille, figlio del precedente, fu VIII duca di Thouars (morto nel 1839)
- Louis Charles de La Trémoille, figlio del precedente, fu IX duca di Thouars (morto nel 1911)
- Louis Charles Marie de La Trémoille, figlio del precedente, fu X duca di Thouars (morì ne 1921)
- Louis Jean Marie de La Trémoille, figlio del precedente, fu XI duca di Thouars e morì senza figli nel 1933.

### Altri membri della famiglia
- Guy, sire de La Trémoille, portabandiera di Francia, fu fatto prigioniero nella battaglia di Nicopoli (1396).
- Georges de La Trémoille (c. 1382 - 6 maggio 1446) fu conte di de Guînes e favorito del re Carlo VII di Francia, prese parte nella Praguerie e fu catturato a Azincourt (1415).
- Jean de La Trémoille (1377-1449)
- Marie Anne de La Trémoille, principessa des Ursins (1642–1722)

## Eredi della corona di Napoli
Anna di Laval, titolare principessa di Taranto, fu una nobildonna francese, pretendente al trono nominale al Regno di Napoli. Era la figlia di Guido XVI, conte di Laval, e di Carlotta d'Aragona, principessa di Taranto. Essendosi sposata il 23 gennaio del 1521 con Francesco II de La Trémoille, visconte di Thouars, fu l'unica figlia di Carlotta ad avere eredi, proseguendo la linea dell'esiliato re Federico IV a Napoli. Il matrimonio portò ai La Trémoille la contea di Laval e la pretesa sul trono napoletano, ma anche il rango di prince étranger alla corte francese.
Suo figlio maggiore, Luigi III de La Trémoille, divenne il primo duca di Thouars nel 1599, mentre il suo secondogenito Giorgio ed il terzogenito Claudio, fondarono, rispettivamente, i rami cadetti dei marchesi di Royan e dei duchi di Noirmoutier.

## Dopo la fine della linea principale
Louis Jean Marie de La Trémoïlle (8 febbraio 1910 – 9 dicembre 1933), principe e XII duca di La Trémoille, XIII principe di Taranto e XVII principe di Talmond, fu l'unico figlio maschio ed erede di Louis Charles Marie de La Trémoille XII duca de Thouars e XII principe di Taranto e fu l'ultimo discendente della linea maschile del casato originale. Morì senza figli a Whitchurch nel Hampshire in Inghilterra all'età di 23 anni..
L'Almanacco di Gotha del 1944 riferisce che gli successe come XIV duchessa di Thouars la maggiore delle sue quattro sorelle, la principessa Charlotte de La Trémoille (1892-1971), mentre la Genealogisches Handbuch des Adels del 1991 no. Una sentenza del 1959 dei tribunali francesi dichiarò che i titoli ereditari possono essere trasmessi solo "maschio-maschio" nel "diritto moderno". Il ducato, concesso, nel luglio 1563, da Carlo IX di Francia era originariamente stato dichiarato ereditabile sia in linea maschile, sia in linea femminile, ma nel 1599, quando entrò a far parte della parìa di Francia per concessione del re Enrico IV di Francia, le lettere patenti restrinsero la successione agli eredi maschi. Jean Charles Lamoral, unico figlio maschio della principessa Charlotte aggiunse de La Trémoille al proprio cognome come "principe de Ligne de La Trémoïlle" il 20 dicembre 1934, ed il suo unico figlio maschio, Charles Antoine porta lo stesso titolo e nome.
L'attrice italiana Isabella Orsini ha sposato l'attuale erede della famiglia, il principe Edouard de Ligne de la Trémoille. Residenza principale di questo ramo dei Ligne è il castello di Antoing.